# Andrea Blas
Andrea Blas Martínez, née le 14 février 1992 à Saragosse, est une joueuse de water-polo espagnole.

## Carrière
Aux Jeux olympiques de 2012 à Londres, elle est médaillée d'argent avec l'équipe d'Espagne de water-polo féminin.